# Марион (округ, Джорджия)
Ма́рион (англ. Marion County) — округ штата Джорджия, США. Население округа на 2000 год составляло 7144 человек. Административный центр округа — город Бьюна-Виста.

## История
Округ Марион основан в 1827 году.

## География
Округ занимает площадь 950,5 км².

## Демография
Согласно Бюро переписи населения США, в округе Марион в 2000 году проживало 7144 человек. Плотность населения составляла 7,5 человек на квадратный километр.